# KkStB 63 sorozat
A kkStB 63 sorozat egy szertartályosgőzmozdony-sorozat volt, amely mozdonyok eredetileg a Kronprinz Rudolf-Bahn (KRB)-tól származtak.

## Története
A KRB 1874-ben vásárolta ezeket a háromcsatlós mozdonyokat könnyű vonatok továbbítására. A gépeket – melyek belső keretes és külső vezérlésűek voltak - a Svájci Mozdony és Gépgyár készítette (Schweizerischen Lokomotiv- und Maschinenfabrik).
A KRB a mozdonyoknak 110-128 pályaszámokat , továbbá a TERGLOU, MANGART, DRAU, BUCHSTEIN, RAIBL, LAUSSA, SPARAFELD, LUGAUER, JOHNSBACH és GESÄUSE neveket adták.
A kkStB a KRB mozdonyokat előbb 6301-6310 pályaszámokkal, majd 1905-től a megmaradottakat 63.02, 04-07 pályaszámokkal látta el.
Az első világháború után a még megmaradt három mozdony a BBÖ-höz került, megtartva sorozat és pályaszámaikat és 1930-ig selejtezték őket.

## Fordítás
- Ez a szócikk részben vagy egészben  a   kkStB 63 című német Wikipédia-szócikk fordításán alapul.  Az eredeti cikk szerkesztőit annak laptörténete sorolja fel. Ez a jelzés csupán a megfogalmazás eredetét és a szerzői jogokat jelzi, nem szolgál a cikkben szereplő információk forrásmegjelöléseként.